# Marino Grimani (Kardinal)

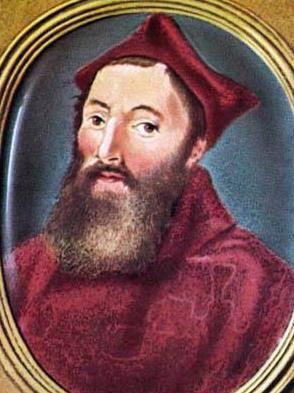
Kardinal Marino Grimani

Marino Grimani (* 1488/1489 in Venedig; † 28. September 1546 in Orvieto) war ein italienischer Kardinal und Patriarch.

## Leben
Die Grimani gehörten zu den „Case Nuove“ des Patriziats von Venedig, der handeltreibenden Oberschicht der Republik Venedig. Marino war das dritte von acht Kindern des Gerolamo Grimani und dessen Ehefrau Elena Priuli. Sein Onkel Domenico Grimani war 1493 Kardinal geworden.
Er wurde 1508 Bischof des Bistums Ceneda. 1517 wurde er Patriarch von Aquileia. Papst Clemens VII. kreierte ihn im Konsistorium vom 3. Mai 1527 zum Kardinalpriester und verlieh ihm am 7. Februar 1528 die Titelkirche San Vitale. Danach war Kardinal Grimani Bischof der Bistümer Concordia (1533), Città di Castello (1534) und Saint-Pons-de-Thomières (1534). Zwischen 1535 und 1541 wurde er als Päpstlicher Legat von Paul III. mit verschiedenen Missionen betraut. Am 13. März 1541 folgte sein Erhebung zum Kardinalbischof von Frascati. Am 24. September 1543 wechselte Grimani auf den suburbikarischen Bischofssitz von Porto und Santa Rufina, zugleich wurde er Kardinalsubdekan. Er wurde am 23. März 1545 Lateinischer Patriarch von Konstantinopel, was er bis zu seinem Tode blieb.
Marino Grimani starb 1546 in Orvieto und wurde in der dortigen Kathedrale beigesetzt.
Ein später lebender Verwandter war Vincenzo Grimani, der 1697 zum Kardinal erhoben wurde.